# Hydrierwerke Pölitz
Die Hydrierwerke Pölitz AG war ein Joint Venture der IG Farben, Royal Dutch Shell und Standard Oil of New Jersey. Das börsennotierte Unternehmen betrieb von 1940 bis 1945 in Pölitz bei Stettin das größte deutsche Hydrierwerk. Hergestellt wurden aus Erdöl und Steinkohle konventionelle sowie synthetische Ölfertig- und Halbprodukte, insbesondere Flugbenzin, Fahrbenzin, Dieselkraftstoff, Schmierstoffe und Paraffine.
Ab seiner Inbetriebnahme war das Werk ein Hauptziel systematischer Luftangriffe der Alliierten. In der Folge entstand eine „Hydrierfestung“, die geschützt von massiver Flak, zahlreichen Sperrballons, unterirdischen Bunkersystemen, mehreren Vernebelungs- und Scheinanlagen, trotz zunehmender Schäden weiter produzierte und selbst noch bei der Schlacht um Berlin die Heeresgruppe Weichsel mit Treibstoff versorgte.
Auf Befehl der SMAD erfolgte von Oktober 1945 bis September 1946 die Demontage der Hydrieranlagen. Nach dem vollständigen Abtransport wurde das im Stettiner Zipfel gelegene Pölitz der Verwaltung der Volksrepublik Polen unterstellt und die Stadt in Police umbenannt. In direkter Nachbarschaft zu den zahlreich noch vorhandenen Ruinen der ehemaligen Fabrik befindet sich heute das Chemiewerk Zakłady Chemiczne Police.

## Gründung

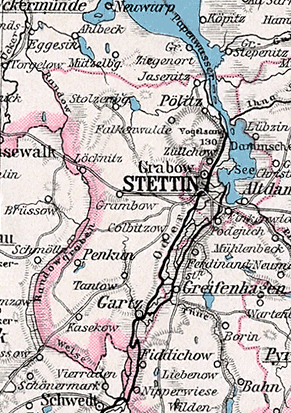
Pölitz im Stettiner Zipfel vor 1939

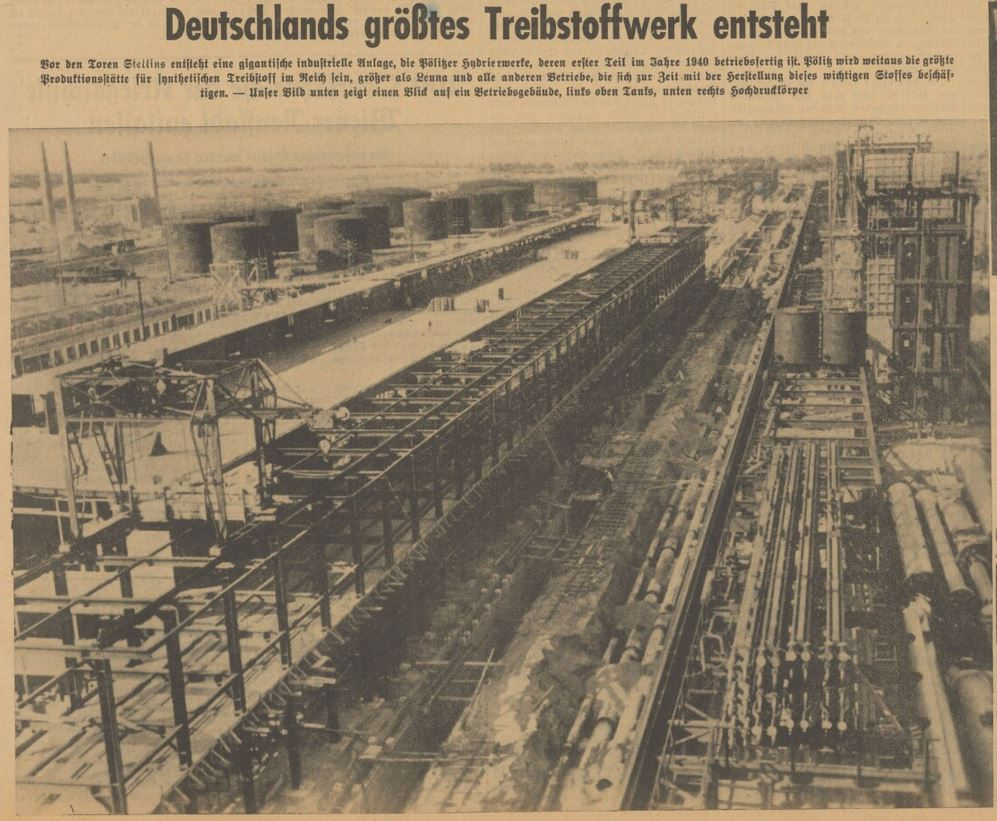
Bericht über den Aufbau der Pölitzer Hydrierwerke im Völkischen Beobachter vom 15. August 1939

Bis zur Kriegserklärung Deutschlands an die Vereinigten Staaten, und teilweise sehr weit darüber hinaus, bestanden intensive wirtschaftliche Verflechtungen der IG Farben zu allen großen damaligen Erdölproduzenten, insbesondere zu den sogenannten Sieben Schwestern. Dazu zählten ferner Royal Dutch Shell und Standard Oil of New Jersey nebst ihrer deutschen 100-prozentigen Tochterunternehmen Rhenania und DAPG (Dapol, Esso). Im September 1936 fanden erste grobe Planungsgespräche für ein Joint Venture der drei Unternehmen und dem Reichswirtschaftsministerium (RWM) zur Errichtung eines großen Hydrierwerks statt.
Das Werk sollte Erdöl, importierte Crackrückstände und Steinkohle zu Treibstoffen verarbeiten. Mehrere Faktoren entschieden über den Standort. Ein wirtschaftspolitisches Hauptziel war die Ansiedlung von Arbeitsplätzen im überwiegend landwirtschaftlich geprägten, strukturschwachen Pommern. Dementsprechend förderte das RWM die Ansiedlung von Großinvestitionen der Mineralölindustrie mit verschiedenen Steuer- und Zollvergünstigungen, beispielsweise beim Aufbau der Infrastruktur, beim Rohölimport und mit einer Wirtschaftlichkeitsgarantie bei der Verarbeitung von Kohle. Das Erdöl sollte auf dem Seeweg auf Grundlage bereits vereinbarter Verträge aus Aruba, Kolumbien, Albanien und insbesondere der Sowjetunion kommen.
Für die Anlieferung überseeischer Rohstoffe musste daher das zu errichtende Werk an der Küste liegen und gleichzeitig über eine gute Verbindung zu einem Steinkohlerevier verfügen. Daraus resultierte als Standort Pölitz, das gelegen an der Odermündung mit dem rund 16 Kilometer südlich entfernten Stettin – und damit mit einem der größten Seehäfen des Ostseeraumes – verbunden war. Zudem bestand über die Oder und über die zweispurig ausgebaute Bahnstrecke Breslau-Stettin eine optimale Verbindung zum Oberschlesischen Steinkohlerevier. Einen einflussreichen Unterstützer fanden die Investoren unter anderem in Person des pommerschen Gauleiters Schwede-Coburg, der das ehrgeizige Ziel verfolgte, Stettin durch Ansiedlung von Industrie wieder wie vor 1919 nach Hamburg und Bremen zur drittgrößten deutschen Hafenstadt aufzubauen.
Zur Projektierung des Werks gründeten die IG Farben, Standard Oil und Shell am 17. Juni 1937 die Hydro GmbH mit Sitz in Berlin. Dieser Tag gilt als Gründungstag der Gesellschaft. Das Stammkapital betrug zunächst 20.000 Reichsmark (RM). Am 27. Januar 1938 folgte die Umwandlung in eine Aktiengesellschaft bei gleichzeitiger Kapitalerhöhung auf 4 Millionen RM und Umfirmierung in Norddeutsche Hydrierwerke AG mit Sitz in Pölitz/Pommern. Die Planierungsarbeiten begannen im März 1938. Insgesamt wurde die Bauzeit auf zwei Jahre veranschlagt. Im Juli 1938 beschlossen die Aktionäre in einer außerordentlichen Hauptversammlung die Umbenennung der Gesellschaft in Hydrierwerke Pölitz AG und eine Erhöhung des Aktienkapitals auf 80 Millionen RM.
Im Zuge des Aufbaus fanden tausende Menschen aus ganz Deutschland eine Arbeit. Das Werksgelände erstreckte sich über eine Fläche von 250 Hektar zuzüglich eigenem Hafenterminal und zwei Stichkanälen zur Oder. Dazu verfügte das Werk über eine Anbindung an die 1937 fertiggestellte Autobahn Berlin-Stettin nebst zwei Bahnanschlüssen, mehreren Rangier- und Abstellgleisen sowie eigenem Bahnhof. Die Gesamtlänge der Schienen auf dem Fabrikgelände betrug 33 Kilometer. Eigens für den Betrieb der Anlagen entstand ein KWK-Kraftwerk, das den gesamten Elektrizitätsbedarf deckte. Allein für den Starkstrom wurden Kabel mit einer Gesamtlänge von 260 Kilometern verlegt. Die Oder lieferte ferner das Wasser für die Hydrierung der Kohle sowie für die Kühlung der Anlagen, und zwar durchschnittlich 1 Prozent der gesamten Abflussmenge.
Am 1. Oktober 1939 wurde Pölitz in das Stadtgebiet von Stettin eingemeindet. Für 10.000 festangestellte Beschäftigte (1000 Wissenschaftler, 5000 Facharbeiter und Spezialisten, 4000 einfache Arbeiter) entstanden in und um Stettin-Pölitz komplett neue Wohnsiedlungen mit zugehöriger Infrastruktur (Werkskliniken, Ärztehäuser, Park- und Gemeinschaftsanlagen, Festhallen, Sportplätze, Schwimmbäder, Turnhallen, Kino und so weiter). Ferner existierte eine eigene Betriebskrankenkasse und eine Betriebssportgemeinschaft. Zu dieser zählte unter anderem die Fußball-Werksgruppe VfL Pölitz, die in der 1. Bezirksliga spielte.
Bei dem Aufbau der Fabrik und der Werkssiedlungen waren auch sehr viele Fremdarbeiter aus verschiedenen Ländern beteiligt. Hierbei handelte es sich überwiegend um Volksdeutsche aus dem Baltikum (Baltendeutsche), der Slowakei (Karpatendeutsche), der Tschechei (Sudetendeutsche), Polen (Oberschlesier), Frankreich (Elsaß-Lothringer) und Italien (Südtiroler). Diese warb die IG Farben auf freiwilliger Basis über eigene Büros im Ausland, später auch über die ausländischen Verbindungsstellen des Generalbevollmächtigten für die chemische Erzeugung an. Laut den Lebenserinnerungen von Hans Modrow, der im Hydrierwerk Pölitz eine Ausbildung zum Maschinenschlosser absolvierte, kamen später noch Vertragsarbeiter vom Balkan und aus Skandinavien dazu. Für die Fremdarbeiter wurden in der Umgebung von Stettin mehrere Barackenlager und Wohnheime gebaut. Zudem entstand mit dem RAD-Lager „Jürgen Wullenwever“ und der RAD-Bezirksschule Pölitz reichsweit eine der größten Einrichtungen mit Lehrabteilung des Reichsarbeitsdienstes.
Bis zur Inbetriebnahme der Hydrieranlagen beliefen sich die Baukosten auf 200 Millionen RM, was heute 1.047.064.389 Euro entspricht. Geleitet wurde das Werk von zwei Vorständen. Die technische Leitung übernahm der promovierte Chemiker Kurt Wissel (* 1901; † 1986). Als kaufmännischer Leiter und Wehrwirtschaftsführer wirkte der promovierte Jurist Herdin Hans Duden. Beide waren vorher in leitenden Positionen im IG-Werk Ludwigshafen tätig und blieben von 1938 bis Kriegsende an der Spitze des Unternehmens. Aufgrund ihrer Aktionärsrechte entsandte im Sommer 1942 auch Shell über die Rhenania zwei Mitglieder ihres Vorstands in den Vorstand der Hydrierwerke Pölitz AG. Im Aufsichtsrat der Gesellschaft waren unter anderem ab 1938 Heinrich Bütefisch und ab 1941 Matthias Pier, der Miterfinder des IG-Hydrierverfahrens, vertreten.

## Finanzierung

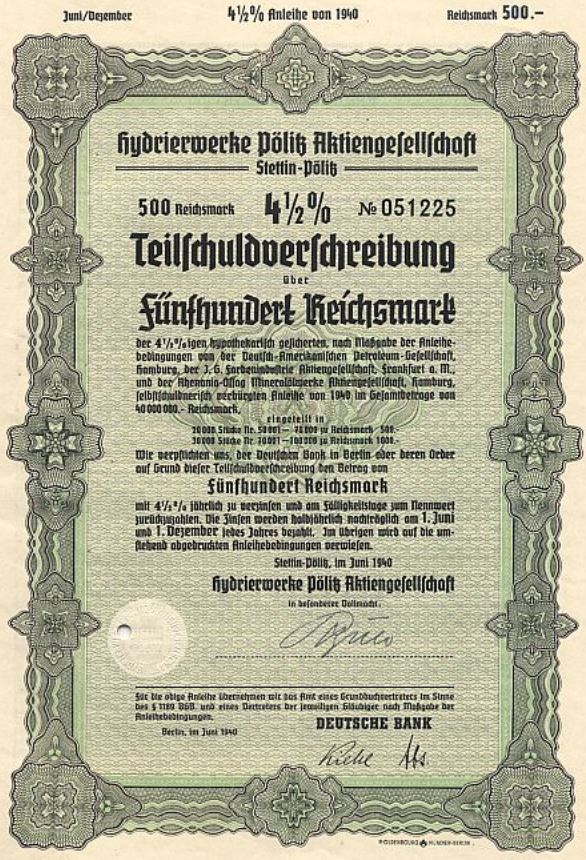
Anleihe der Hydrierwerke Pölitz AG von 1940

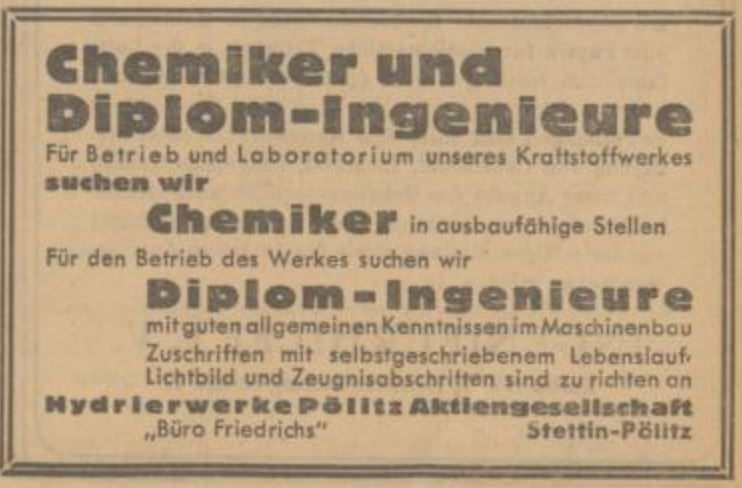
Stellenanzeige im Völkischen Beobachter vom 10. November 1940

Auf das im Juli 1938 festgelegte Aktienkapital der Hydrierwerke Pölitz AG in Höhe von 80 Millionen RM entfielen 25 Millionen auf die IG Farben und je 27,5 Millionen auf die DAPG (Standard Oil) und die Rhenania (Shell). Hierfür gab das Unternehmen im Jahr 1939 eine Teilschuldverschreibung mit einer Verzinsung in Höhe von 5 Prozent und im Jahr 1940 zwei Teilschuldverschreibungen mit einer 4,5- beziehungsweise 5-prozentigen Zinsgarantie heraus. Gesichert waren die Anleihen mittels Sicherungshypotheken auf den Grundbesitz der Hydrierwerke Pölitz AG sowie mittels Bürgschaften der IG Farben, Shell und Standard Oil of New Jersey. Als Konsortialbank fungierte die Deutsche Bank AG, Berlin. Im Jahr 1941 folgte eine weitere Kapitalerhöhung auf 120 Millionen RM.
Anders als in der Nachkriegszeit oftmals dargestellt, entsprang die Initiative einer Unternehmenskooperation für den Bau des größten deutschen Hydrierwerks nicht der IG Farben, sondern ihrer Partner Standard Oil und Shell. Ferner wird die Behauptung, Standard Oil und Shell haben erwirtschaftete Gewinne in Deutschland reinvestieren müssen, weil sie keine Dividenden ins Ausland abführen durften, heute kritisch betrachtet. Historiker gehen vielmehr davon aus, dass für beide Unternehmen die Aufrechterhaltung der geschäftlichen Beziehungen mit den Nationalsozialisten allein schon mit Blick auf die Sicherung der getätigten Investitionen außerordentlich wichtig war und beide Konzerne sich beim Aufbau des Pölitzer Hydrierwerks neue Absatzmöglichkeiten für Rohöle erhofften. Darüber hinaus beteiligten sich Standard Oil und Shell noch an sechs weiteren deutschen Hydrierwerken, deren Bau die IG Farben jedoch nicht mitfinanzierte.
Ebenso wird die nach dem Krieg von beiden Konzernen vehement vertretene Begründung, bei Pölitz habe es sich um eine reine Friedensproduktionsstätte gehandelt, die erst nach Kriegsbeginn in ein Rüstungswerk umfunktioniert wurde, in der Forschung als „nicht nachvollziehbar“ bezeichnet. Für diese Argumentation sprechen zwar die geplante Verarbeitung von Erdöl aus Übersee und die Tatsache, dass Pölitz das einzige Hydrierwerk war, das nicht in der Nähe von Kohlelagerstätten, sondern in einer landwirtschaftlichen Region entstand. Dagegen sprechen jedoch mehrere Fakten:
- Ab Mitte 1937 wurde offen von der Errichtung einer kombinierten Erdöl- und Steinkohlenhydrieranlage gesprochen. Das Aufbaukonzept sah von vornherein vor, dass im Fall der Unmöglichkeit einer Rohöleinfuhr ganz oder teilweise auf die Verarbeitung von Steinkohle und Teer umgestellt werden sollte.[2]

- Die Anlage sollte die deutschlandweit größte Raffinerie für synthetisches Benzin werden, leistungsfähiger als die Leunawerke.[26]

- Zum Zeitpunkt der Projektierung galt nach damaligem Stand der Flugtechnik der Raum Usedom-Stettiner Haff für westliche Kampfflugzeuge als schwer erreichbar, so dass dort der Aufbau von Forschungs- und Rüstungsbetrieben forciert wurde.[26][27]

- Zwar erfolgte erst ab 1942 die synthetische Produktion von Flugbenzin, die Weichen für die Errichtung des Pölitzer Werkes zu einem Hauptlieferanten der Luftwaffe wurden jedoch im Sommer 1938 gestellt.[2]

Zur Diskussion über die Kooperation US-amerikanischer Unternehmen mit dem NS-Regime stellten die Wissenschaftlichen Dienste des Deutschen Bundestages explizit fest, dass die Standard Oil durch die Kapitalbeteiligung der DAPG am Hydrierwerk Pölitz ab 1937 zu den Kriegsvorbereitungen der Nationalsozialisten beigetragen habe. Weiterhin wurden zwischen der IG Farben und Standard Oil die seit 1929 bestehenden Geschäftsverbindungen sowie die Kartellabsprachen mit allen anderen großen Mineralölkonzernen während des gesamten Zweiten Weltkriegs aufrechterhalten.
Unter anderem lieferte Standard Oil über die Schweiz Benzin an die in Frankreich stationierte Wehrmacht. Ähnliche Lieferwege gab es über Teneriffa und Casablanca. Die von Standard Oil belieferte Cepsa-Raffinerie in Santa Cruz de Tenerife wandelte schon im Jahr 1936 Rohöl in Flugbenzin um und verkaufte dieses auch im Krieg an die IG Farben. Von der Cepsa erhielt die deutsche Luftwaffe via Hamburg pro Woche 15.000 Tonnen hochoktaniges Flugbenzin. Die Öllieferungen erfolgten unter panamaischer Flagge auch direkt über das neutrale Spanien. Nach Beginn der britischen Seeblockade transportierten die Tanker der Standard Oil monatlich 48.000 Tonnen Öl nach Spanien, wo es von deutschen Importeuren aufgekauft wurde. Gleichfalls lieferten die im Besitz von Standard Oil befindlichen Ölfelder in Ploiești (Rumänien) Rohöl gegen Bezahlung an Deutschland im Zweiten Weltkrieg weiter.
Nach dem Krieg sollte das Kapitel über die Beteiligung an der Hydrierwerke Pölitz AG schnell beendet werden. Im Zuge der westdeutschen Währungsreform wurde der Kapitalbetrag der Schuldverschreibungen in Höhe von 120 Millionen RM 10 : 1 auf 12 Millionen DM umgestellt. Dabei übernahmen die Shell AG, die Esso AG (als Nachfolgerin der Standard Oil) und die IG Farbenindustrie AG i. L. gegenüber den Inhabern der Anleihen eine Zins- und Kapitalrückzahlungsgarantie. Die Auszahlung und vollständige Ablösung erfolgte bis Ende 1958. Formal war der Firmensitz 1957 nach Frankfurt verlegt worden und die Abwicklung der AG 1960 beendet.

## Produktion

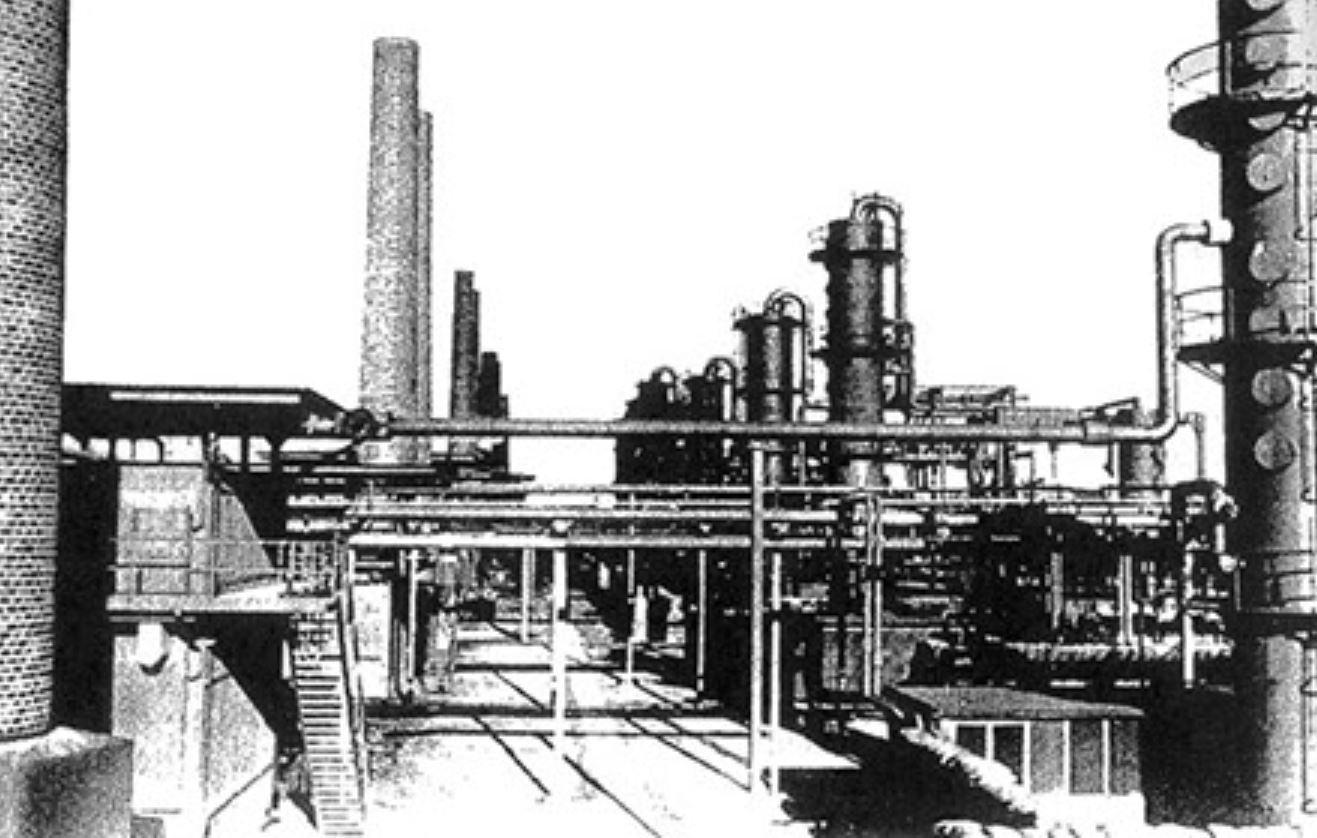
Teil einer Anlage in Pölitz um 1943

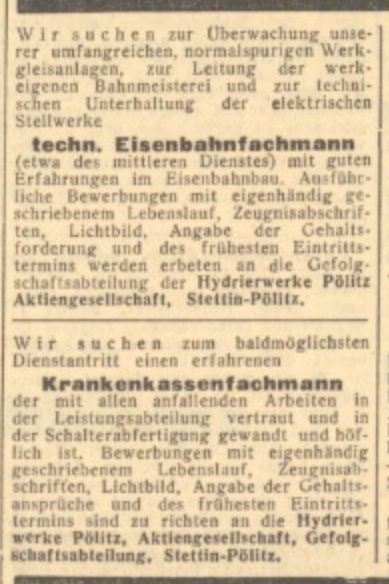
Stellenanzeige im Völkischen Beobachter vom 18. Oktober 1941

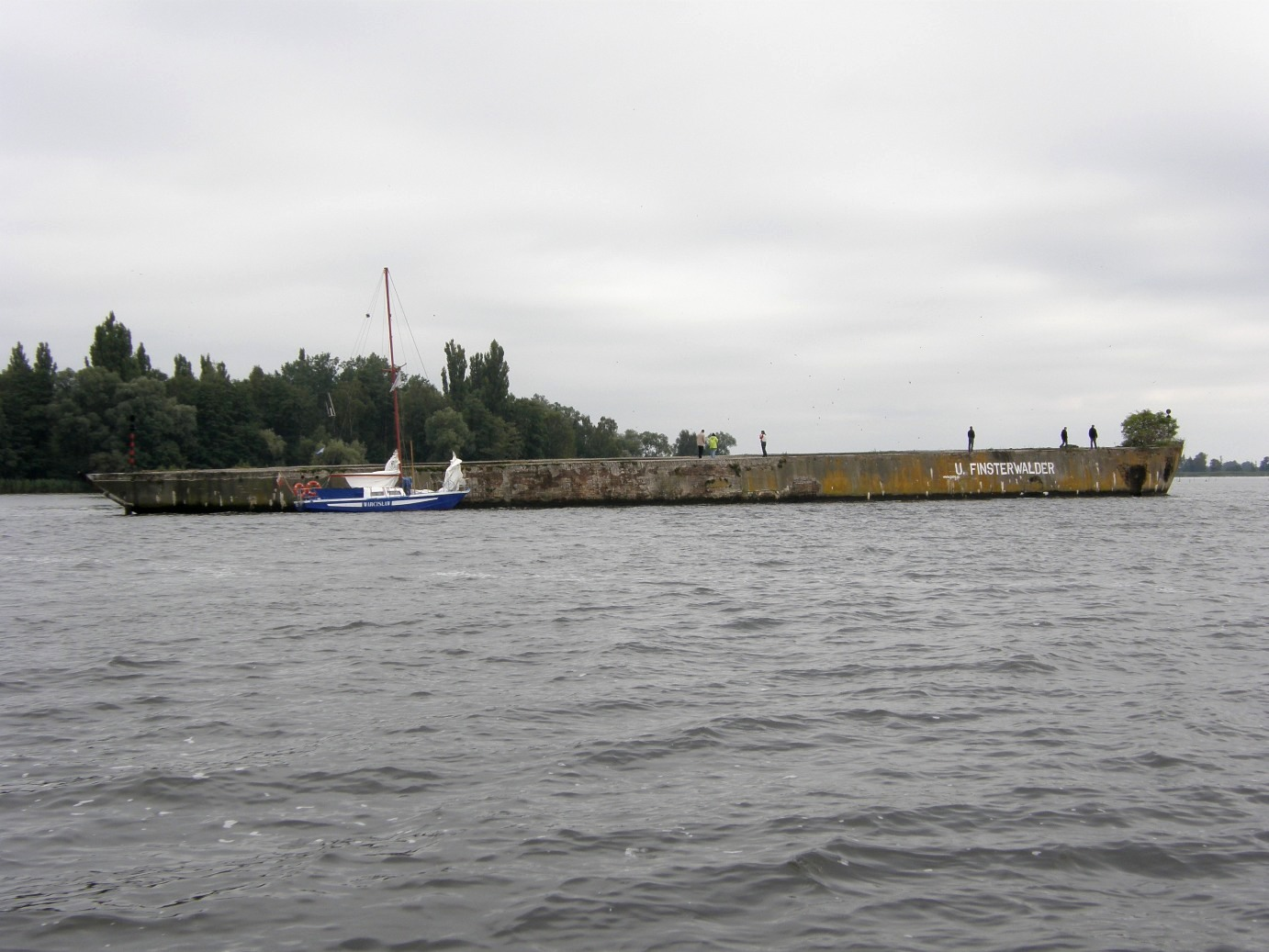
Wrack der Ulrich Finsterwalder (ehemaliger Betontanker der Hydrierwerke Pölitz AG) im Dammscher See, 2008

Das Werk arbeitete im Bergius-Pier-Verfahren. Der Durchsatz wurde in der Planungsphase zunächst auf 200.000 Tonnen synthetische Ölfertig- und Halbprodukte pro Jahr ausgelegt, bald aber auf 450.000 Tonnen, und schließlich auf 700.000 Tonnen erweitert. Diese Verarbeitungskapazitäten sind jedoch nicht mit der Menge tatsächlich hergestellter Kraftstoffe oder gar Flugbenzine gleichzusetzen. Die Produktpalette der Anlagen umfasste neben Flugbenzin, Fahrbenzin und Diesel unter anderem Schmiermittel, Brenn- und Treibgase, PVC-Kunststoffe, Paraffine, Kunstgummi. Zudem waren Nebenprodukte für die pharmazeutische Industrie bestimmt.
Mit 16 Hochdruckkammern war Pölitz ein Synthesegigant und das größte sowie modernste Benzinwerk in Europa. Die Produktion begann ab Juli 1940. Im März 1943 konnte Pölitz die Leunawerke überrunden und die Spitzenstellung in der Hierarchie der deutschen Mineralölerzeuger gewinnen. Allein auf Pölitz entfielen 1943 rund 15 Prozent der gesamten deutschen Syntheseproduktion. Bei der Projektierung war für den Mobilmachungsfall die Umstellung der Produktion auf rund 60 Prozent Steinkohle berücksichtigt. Infolge des Kriegsverlaufs wurden in Pölitz oberschlesische Steinkohle, Kokereiteer von der Ruhr und Erdöl insbesondere aus dem Wiener Becken und Rumänien verarbeitet. Unberücksichtigt der anderen Ölfertig- und Halbprodukte, erreichte das Werk seine höchste Kraftstofferzeugung im Jahr 1943 mit 577.000 Tonnen, darunter 478.000 Tonnen Flugbenzin.
Besonders wichtig wurde die Entwicklung eines Verfahrens zur Veredelung von Treibstoff zu Flugbenzin. Die Hydrieranlagen waren ergänzt durch DHD-Anlagen zur Umwandlung des erzeugten Hydrierbenzins beziehungsweise der übernommenen Erdölbenzine in Aromatenbenzin sowie durch Anlagen zur Herstellung von Alkylat-Treibstoff, später auch Isooctan, aus dem in der Hydrierung anfallenden Butan. Diese zusätzlich speziell in Pölitz entwickelten Anlagen, die ihre Produktion im Januar 1942 aufnahmen, waren weltweit die ersten industriellen Großanlagen ihrer Art. Derartige Anlagen liefen am Ende des Krieges in mehreren Hydrierwerken oder befanden sich da gerade im Aufbau.
Das Werk verfügte über verschiedene Laboratorien. Insbesondere zwischen 1940 und 1942 kam es bei der Forschung maximaler Drücke und Temperaturen bei Wasserstoffexplosionen und Knallgasproben zu vielen Unfällen, einige davon katastrophalen Ausmaßes mit mehreren Toten und großen Schäden. Zur Erprobung und zur Produktion gelangten ferner synthetische Flugturbinenkraftstoffe, beispielsweise für die Messerschmitt Me 262. Das gewonnene Benzin hatte zunächst 92 Oktan (ROZ), die Flugmotoren wurden speziell dafür konstruiert. Später erfolgte auch die Produktion von Isooctan (ROZ 100), aus Isobutylen, das in beschränktem Ausmaß aus der Hydrierung zur Verfügung stand, sowie des etwa gleichwertigen Alkylatbenzin aus Isobutan und Isobutylen. Ein weiterer Schwerpunkt war in enger Zusammenarbeit mit den Wissenschaftlern der Heeresversuchsanstalt Peenemünde die Herstellung von Raketentreibstoffen für die V1 und V2.
Die Hydrierwerke Pölitz AG unterhielt eigene Tanker, die beim Transport von fertigen Treibstoffen zu verschiedenen Tanklagern in europäischen Häfen zum Einsatz kamen. Im Gegensatz zu den meisten anderen Mineralölprodukten wurde es im Verlaufe des Krieges immer schwieriger, Flugbenzine zu importieren. Geringe Mengen kamen aus Raffinerien in Spanien, Rumänien und Albanien, dem Wiener Becken sowie den Erdölgebieten in Deutschland. Folglich war die deutsche Luftwaffe fast ausschließlich auf das in Hydrierwerken synthetisch hergestellte Flugbenzin angewiesen. Von allen Raffinerien und Treibstoffwerken im deutschen Einflussbereich entwickelte sich Pölitz im Laufe des Krieges zum größten Produzenten von Flugzeugbenzin. Von den im Monat März 1944 insgesamt der Luftwaffe zur Verfügung gestandenen 181.000 Tonnen Flugzeugbenzin entstammten drei Viertel der synthetischen Produktion; davon lieferten:
- 27,7 % die Hydrierwerke Pölitz AG
- 17,4 % die Gelsenberg-Benzin AG
- 13,2 % die Sudetenländische Treibstoffwerke AG
- 10,2 % die Leunawerke
- 4,4 % das Böhlener Werk der BRABAG[38]

Ein Leistungsabfall trat erst ab Mai 1944 infolge der alliierten Offensive gegen die deutsche Mineralölindustrie ein. Nach jedem Luftangriff wurde das Pölitzer Hydrierwerk jedoch wieder aufgebaut oder repariert. Das heißt, mit einem immer geringer werdenden Output produzierte das Werk nahezu bis zum Kriegsende weiter. Zeitweise meldete die Geschäftsleitung sogar, dass das Hydrierwerk wieder auf vollen Touren laufe, den Betrieb aber bald stoppen müsse, weil die Wehrmacht keinerlei Behälter für das erzeugte Benzin zurückführe. Darauf erteilte Schwede-Coburg den Befehl an die Wehrmacht und an alle Parteistellen, überall nach Kesselwagen, Fässern und Kanistern zu suchen.
Im Oktober 1944 erreichte die deutsche Gesamtproduktion von Flugbenzin nur noch 20.000 Tonnen, im November lag sie bei 49.000 und im Dezember bei 26.000 Tonnen. Aufgrund der starken Flak und des Wetters konnte Pölitz im Herbst sowie zu Beginn des Winters 1944 nicht von feindlichen Bombern erreicht werden. Daher entfiel bereits ab Herbst 1944 fast die gesamte deutsche Flugtreibstoff-Produktion auf Pölitz. Zum Jahreswechsel 1944/45 lagen dann alle großen Raffinerien und Treibstoffwerke im deutschen Einflussbereich still, nur Pölitz produzierte noch mit eingeschränkter Kapazität. Am 13. Januar fiel auch Pölitz für kurze Zeit komplett aus.
Eine Vortragsnotiz des Reichswirtschaftsministeriums (Hauptabteilung Mineralöl) vom 19. Januar 1945 für den Chef OKW ergab, dass „seit dem Ausfall des Hydrierwerkes von Pölitz am 13. Januar kein Hydrierwerk mehr auf Flugbenzin“ lief. Nach kurzer Unterbrechung – und auch nach einem nochmaligen Angriff im März – gelang es jedoch, Teile der Anlagen wieder anzufahren. Das Werk produzierte weiter und versorgte sogar noch beim Endkampf um Berlin die Heeresgruppe Weichsel bis zum 26. April 1945 mit Fahrbenzin, wenn auch nicht mehr ausreichend.

## Luftangriffe

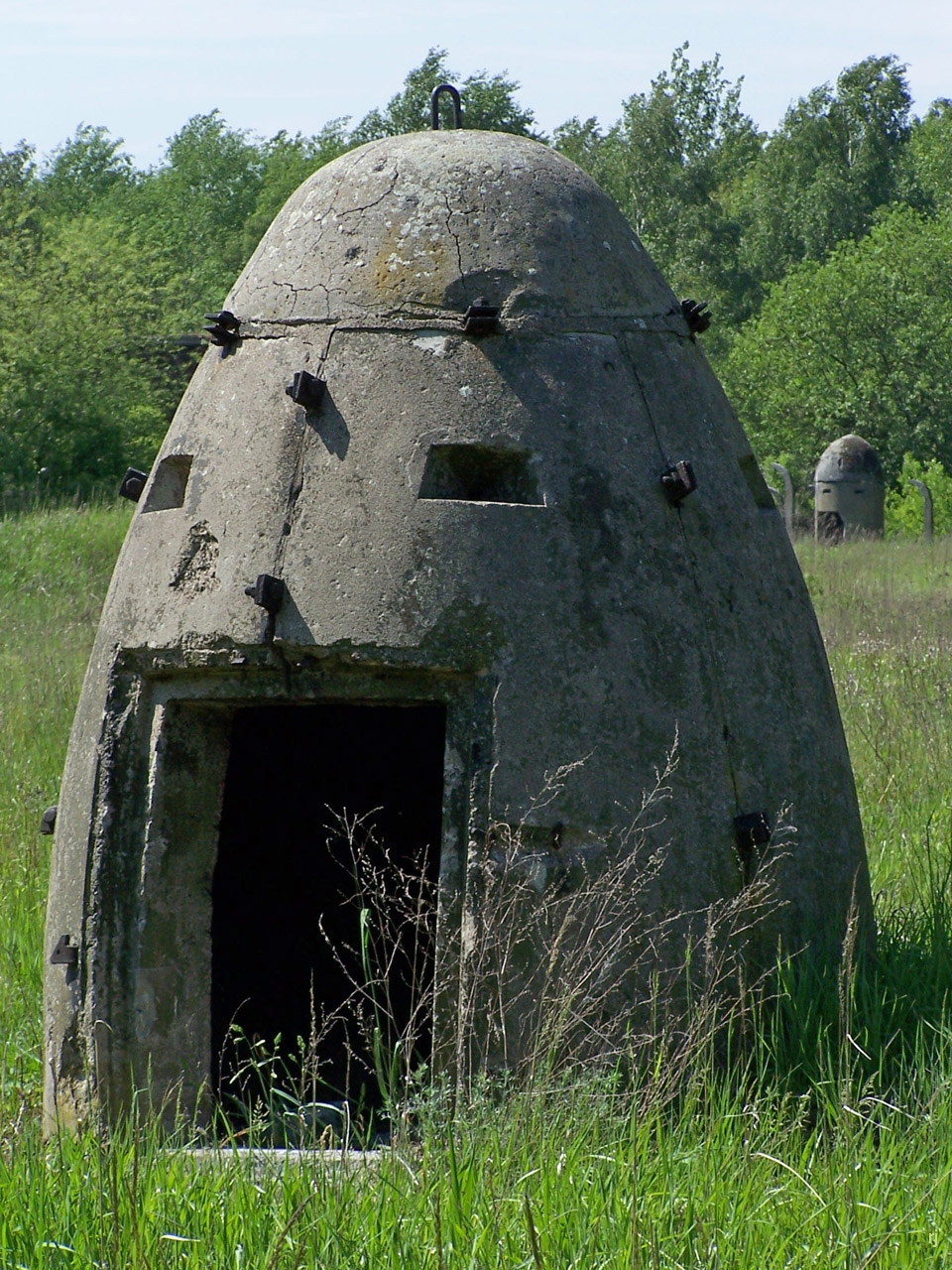
Splitterschutzzelle Typ Westermann, Pölitz 2007

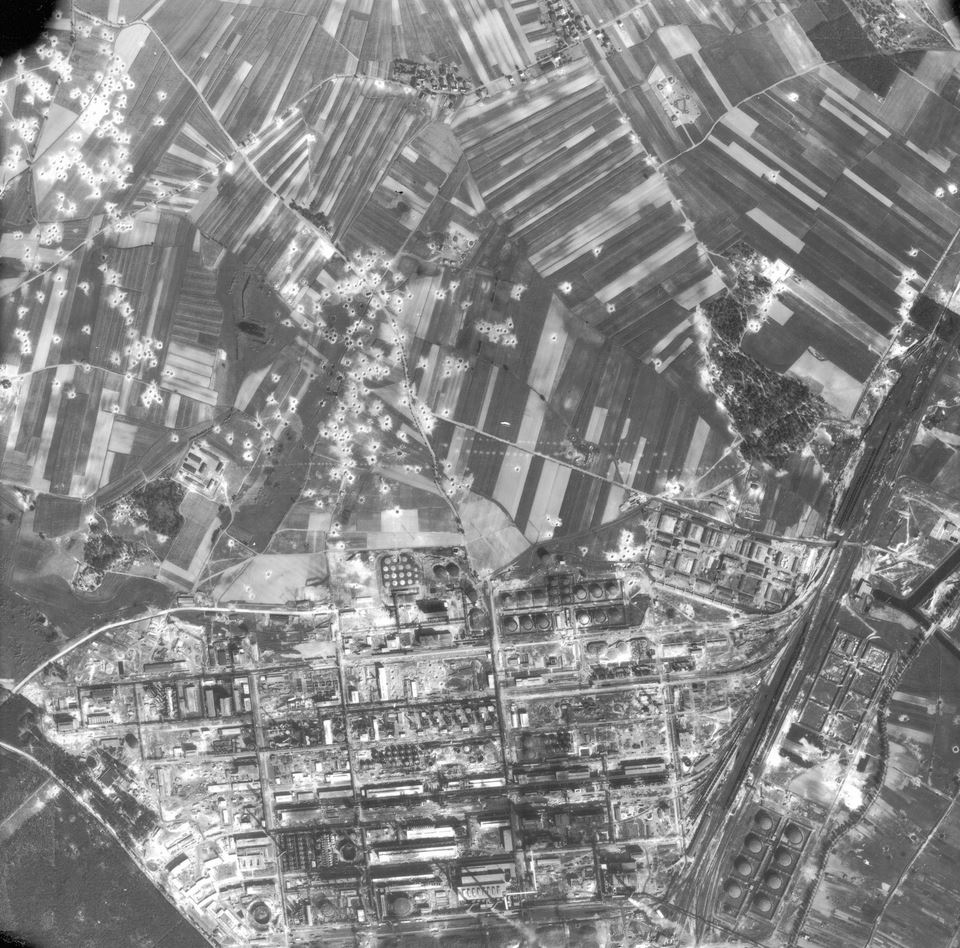
Luftbild der bombardierten Hydrierwerke Pölitz 1945

Von Heinrich Bütefisch ist überliefert, dass es ein Gentlemen’s Agreement zwischen der deutschen und US-amerikanischen Schwerindustrie gegeben habe, „dass die Hydrierwerke, für die die alliierten Länder so erhebliche Investitionen geleistet hatten, nicht zerstört würden.“ Tatsächlich begannen die konzentrierten Luftangriffe der westlichen Alliierten gegen alle deutschen Raffinerien und Treibstoffwerke erst ab Mai 1944. Zu diesem Zeitpunkt stand fest, dass sich fast alle deutschen Hydrier- und Synthesewerke in Gebieten befanden, die später im sowjetischen Einflussbereich liegen würden.
Britischen Angaben zufolge fanden die ersten Aufklärungsflüge und einzelne Bombenabwürfe auf das Werk im August 1940 statt, bei denen die Produktion für zwei Tage zum Stillstand gekommen sei. Dagegen geht aus deutschen Quellen hervor, dass die ersten Bomben am 4. und 5. September 1940 auf das Werk fielen, bei denen zwölf deutsche und 15 slowakische Arbeiter ums Leben kamen, die Produktion jedoch sofort wieder aufgenommen werden konnte. Die nächsten Raids der Royal Air Force (RAF) folgten in der Nacht vom 14. zum 15. Oktober und 26./27. Oktober 1940. Laut britischer Meldungen wurden dabei 30 Treibstofftanks zerstört und die Produktion für zwei Wochen unterbrochen. Deutsche Stellen meldeten hingegen nur geringe Schäden und keinerlei Ausfälle.
Jedoch begann ab diesem Zeitpunkt die sprichwörtliche Verwandlung des Werks in eine „Hydrierfestung“. Dazu zählten unter anderem Vernebelungs- und Scheinanlagen sowie die Installation zahlreicher Sperrballons von Usedom bis zum Stettiner Haff zuzüglich einer weiteren Barriere um das gesamte Werk. Mehrere Anlagen wurden schon zu dieser Zeit in unterirdische Hallen, Tunnel und Bunkersysteme verlagert. Bis 1941 entstanden zum Schutz der Werktätigen und der Bevölkerung in und um Pölitz 120 Luftschutzbunker für über 23.000 Menschen. Neben fünf großen Hochbunkern und mehreren Salzgitter-Bunkern, waren für den Luftschutz in Pölitz Splitterschutzzellen vom Typ Westermann charakteristisch. Den Zuschlag für den Bau der Bunkeranlagen erhielt die Philipp Holzmann AG.
Die Hydrierwerke Pölitz galten über nahezu vier Kriegsjahre als eines der am schwierigsten zu findenden und der am besten geschützten Ziele. Nach den Raids im Oktober 1940 gelang den Alliierten bis Mai 1944 kein einziger Angriff auf das Werk. Allerdings spielte die deutsche Mineralölindustrie für das RAF Bomber Command eher eine untergeordnete Rolle, deren Oberbefehlshaber nach dem Krieg festhielt:

„Von Essen abgesehen haben wir niemals ein besonderes Industriewerk als Ziel gewählt. Die Zerstörung von Industrieanlagen erschien uns stets als eine Art Sonderprämie. Unser eigentliches Ziel waren immer die Innenstädte.“

Tatsächlich erfolgten die meisten Luftangriffe auf Pölitz nicht von der RAF, sondern von den United States Army Air Forces (USAAF). Deren Piloten sprachen von der „Flakhölle Pölitz“. So umfasste schon Ende 1941 der „Pölitzer Flakschutzgürtel“ 320 schwere Flak-Geschütze der Kaliber 88 mm, 105 mm und 128 mm. Nach Beginn der alliierten Offensive gegen die deutschen Treibstoffwerke wurde ab Juni 1944 die Anzahl der Geschütze nochmals verstärkt. In der Gesamtheit betrachtet, gelang es der Pölitzer Verteidigung, die deutliche Mehrzahl der Luftangriffe bis Kriegsende abzuwehren.
Neben der Flak spielte für den Luftschutz die Vernebelung des Werks eine wichtige Rolle. In Pölitz erprobte die Nebeltruppe der Luftwaffe erstmals Einsätze im Heimatkriegsgebiet. Die ersten vollständigen Vernebelungen des riesigen Fabrikgeländes stellten an die Einheitsführer besondere Anforderungen an Improvisationsfähigkeit, zumal weder hinreichende Erfahrungen vorlagen noch irgendwelche Richtlinien existierten. Der Erfolg der Nebeleinheiten war in der Hauptsache von der Beschaffenheit des jeweiligen Schutzobjektes, im Besonderen aber von den örtlichen meteorologischen Verhältnissen abhängig. Allgemein stellte sich als Vorteil bei Vernebelungsaktionen eine hohe Luftfeuchtigkeit heraus, was bei den Pölitzer Hydrierwerken aufgrund der Lage an der Odermündung und des Stettiner Haffs gegeben war.
Ebenso wurde Pölitz in erhalten gebliebenen Berichten für den vollen Erfolg von Scheinanlagen hervorgehoben. Für das Werk entstanden riesige Attrappen nebst einer komplett vorgetäuschten Hafenanlage. Mit dem Einsatz der Radar-Navigation, bei gleichzeitiger Umstellung der alliierten Angriffstaktik auf den Masseneinsatz von Flugzeugen und Bomben, die großflächige Zerstörungen anrichteten, gingen die Erfolge der Scheinanlagen auch in Pölitz stark zurück.
Etwa zwei Wochen vor der alliierten Invasion in der Normandie begann die anglo-amerikanische Treibstoffoffensive. Zwischen dem 12. und 29. Mai 1944 flogen 1000 US-Bomber konzentrierte Angriffe gegen alle deutschen Raffinerien und Treibstoffwerke. Die Anlagen waren danach erheblich, meist total zerstört. Am 29. Mai 1944, einem Pfingstsonntag, erfolgte mit 224 Liberator-Kampfflugzeugen der erste schwere Angriff gegen Pölitz. Durch die Schäden verringerte sich der Treibstoffausstoß um ein Drittel, wobei das Werk für mehrere Tage einen Totalausfall verzeichnen musste. Dem Hydrierwerk Pölitz wurde vom Rüstungsminister Albert Speer größte Bedeutung beigemessen. Unmittelbar im Anschluss an die Meldung über die Bombardierung fuhr er mit Hans Kehrl nach Pölitz, um sich an Ort und Stelle über den Umfang der Schäden zu informieren. Sofort beorderte Speer aus ganz Deutschland 1500 Spezialisten aus anderen Hydrierwerken zur schnellen Beseitigung der Schäden nach Pölitz und erschien auch in der Folgezeit mehrmals nach Angriffen persönlich im Werk.
Am 20. Juni 1944 flogen die 8. USAAF mit 1368 Bombern unter dem Schutz von 729 Begleitjägern unter anderem erneut Pölitz an. Vornehmlich von der Flak wurden 48 Bomber und 468 Begleitjäger abgeschossen, so dass der Befehl an die Bomberpiloten erging, den Angriff abzubrechen und ihre Last auf Ausweichziele abzuwerfen. Im August und September 1944 folgten weitere Großangriffe der RAF, die jedoch von der Flak abgewehrt werden konnten, allerdings sehr wahrscheinlich von vornherein der Stettiner Innenstadt galten und dort große Schäden verursachten.
Erst Anfang Oktober 1944 versuchten die USAAF erneut, das Werk anzugreifen. In diesem Zusammenhang gilt der 6. Oktober 1944 als einer der dunkelsten Tage in der Geschichte von Stralsund. An diesem Tag entluden 110 US-amerikanische Bomber über 300 Tonnen ihrer tödlichen Last auf die altehrwürdige Hansestadt. Dies geschah, nachdem das eigentliche Angriffsziel, die Hydrierwerke Pölitz, wegen starker Flak und schlechter Sicht aufgegeben wurde und Stralsund als Ausweichziel herhalten musste. Fast 680 Menschen verloren bei der sinnlosen Bombardierung ihr Leben. Sehr viele Häuser und Baudenkmäler, die Jahrhunderte überdauert hatten, gingen unwiederbringlich verloren.
Bis Kriegsende war der Munitionsverbrauch der Pölitzer Flak gewaltig. Als am 7. Oktober 1944, nur einen Tag nach dem Bombardement auf Stralsund, ein Verband von etwa 240 Kampfflugzeugen der USAAF bei klarer Sicht erneut das Werk angriff, wurden bereits die vorausfliegenden Mosquito-Pfadfinder von Batterien der 6. Flak-Division abgefangen. Auf den sich dann nähernden Hauptpulk verschossen 400 schwere Flak über 40.000 Granaten. Nach diesem Fiasko der Alliierten erfolgten über zweieinhalb Monate keine Luftangriffe auf das Werk. Erst am 21. Dezember 1944 griffen 207 RAF-Bomber wieder Pölitz an. Die Piloten verfehlten jedoch das Ziel und warfen ihre Fracht rund 10 Kilometer nördlich über Langenstücken ab. Der Ort wurde dabei völlig zerstört, nach dem Krieg in Kołpin umbenannt und als „verlassene Ortschaft“ der Landgemeinde Gmina Police zugeordnet. Im Werk verursachten an diesem Tag die Bomber nur leichte Beschädigungen (Schornstein am Kraftwerk eingestürzt).
Zu einem vorübergehenden Totalausfall der Produktion führte der Angriff in den späten Abendstunden des 13. Januar 1945. Innerhalb von 14 Minuten warfen 250 Flugzeuge 1600 Bomben über Pölitz ab. Das Hauptwerk wurde jedoch nicht getroffen. Für eine komplette Produktionsunterbrechung von zwei Tagen sorgten jedoch zahlreiche Luftminen mit Zeitzündern. Der letzte anglo-amerikanische Luftangriff auf Pölitz fand am 8. März 1945 statt. Obwohl das Werk in den letzten Kriegswochen auch von sowjetischen Flugzeugen bombardiert und zuletzt sogar von der am Ostufer der Oder stehenden Roten Armee mit Artillerie beschossen wurde, lief die Produktion weiter. Erst am 26. April 1945 wurde Stettin und das Pölitzer Fabrikgelände von der Roten Armee erobert.

## Arbeitskräfte
Im Zuge der Diskussion über die Polonisierung Stettins verfasste der Historiker Bogdan Frankiewicz zwischen 1960 und 1989 mehrere Schriften über Zwangsarbeit in Pommern während des Zweiten Weltkriegs. Darin behauptete er, ohne dafür Nachweise zu erbringen, dass für die Hydrierwerke Pölitz AG mindestens sieben Lager für 25.000 bis 28.000 Zwangsarbeiter existierten, überwiegend Polen, von denen über 10.000 umgekommen seien. Seit dem Zusammenbruch des kommunistischen Systems in Polen stellen Forscher die Angaben von Frankiewicz grundlegend in Frage. Die Initiative geht dabei hauptsächlich von polnischen Historikern aus.
So begann zwar im September 1939 mit Kriegsausbruch der zunehmend mit Zwang und Diskriminierung verbundene Einsatz von Hunderttausenden polnischen Gefangenen und Zivilarbeitern im gesamten deutschen Einflussbereich, aber diese waren fast ausschließlich in der Landwirtschaft tätig. Ab Mai 1940 folgten über eine halbe Million meist französische Kriegsgefangene und eine Million westliche Zivilarbeiter. Auch diese kamen in den ersten Jahren des Krieges wegen sicherheitspolitischer und ideologischer Bedenken grundsätzlich nicht in der Rüstungsindustrie zum Einsatz, zumal Deutschland in den ersten Kriegsjahren noch sowohl genügend Soldaten als auch Arbeitskräfte für die heimische Wirtschaft stellen konnte. Erst im Zuge des Russlandfeldzuges und mit der Einberufung von immer mehr deutschen Arbeitern zur Wehrmacht, begannen alle Bedenken wirtschaftlichen Sachzwängen zu weichen. Trotz vielfach freiwilliger Anwerbung von Fremdarbeitern aus allen Teilen Europas waren Anfang 1942 in ganz Deutschland bereits Millionen von Arbeitsplätzen unbesetzt. Vor diesem Hintergrund erfolgte erst ab Sommer 1942 nach der Berufung von Fritz Sauckel zum Generalbevollmächtigten für den Arbeitseinsatz vermehrt der Einsatz von Zwangsarbeitern auch in bestimmten Bereichen der Rüstungsindustrie.
Ungeprüft gab Frankiewicz Namen von Zwangsarbeiterlagern an, die mit absoluter Bestimmtheit keine waren, zum Beispiel das BDM-Lager Jasenitz oder das RAD-Lager „Jürgen Wullenwever“. Ferner entstand zwischen Pölitz und Jasenitz für Zivilarbeiter das Jasenitzlager, auch Tobruklager genannt. Untergebracht waren auch hier bis zum Ende des Krieges keine Zwangsarbeiter, sondern Volksdeutsche sowie überwiegend in der Slowakei, Tschechien, Italien und Frankreich frei angeworbene Vertragsarbeiter. Zeitzeugenberichte und noch vorhandene Fotos legen nahe, dass sich die Zivilarbeiter frei im Lager und in Stettin bewegen konnten. Im Kontext bemerkenswert ist die Gründung einer Freiwilligen Schutzstaffel (FS) durch die im Hydrierwerk Pölitz beschäftigten Volksdeutschen aus der Slowakei. Zu den Aufgaben der Mitglieder gehörte der Werkschutz, nach Kriegsausbruch insbesondere der Geheimschutz, die Sabotageabwehr, regelmäßige Kontrollgänge auf dem Betriebsgelände, Kontrollen von Fahrzeugen bei Ein- und Ausfahrt und so weiter. Formal waren die Volksdeutschen aus der Slowakei bis Kriegsende slowakische Staatsbürger.
Daneben existierte ein großes Auffanglager für Baltendeutsche, die nach ihrer Ankunft sofort die deutsche Staatsbürgerschaft erhielten. So vollzog sich die Umsiedlung der Baltendeutschen von Oktober bis November 1939 ausschließlich auf dem Seeweg. Die meisten landeten in Gotenhafen, Zehntausende aber auch in Stettin an. Neben dem Auffanglager entstand in Stettin eine Dienststelle der in Lodz ansässigen Einwohnerzentralstelle, die die Umsiedlung deutscher Volksangehöriger aus europäischen Staaten koordinierte. Diese Erstaufnahmeeinrichtung war in keiner Weise ein Zwangsarbeiterlager, sondern ein Ankunftszentrum. Von hier aus gelangten die Umsiedler in ihre neue Siedlungsgebiete überwiegend im Warthegau. Nicht wenige fanden aber auch sofort in Pölitz Arbeit und blieben in Stettin. Zur Gewinnung von Wohnraum für Baltendeutsche, die in Stettin eine neue Tätigkeit gefunden hatten, wurden etwa 1000 Juden aus der Stadt in den Distrikt Lublin abgeschoben. Diese Vertreibung sorgte für erhebliches Aufsehen im Ausland, sodass Hermann Göring im März 1940 derartige Deportationen bis auf weiteres stoppen ließ.
Weitere Wohnbaracken für freiwillige Fremdarbeiter befanden sich im Dr. Dürrfeld-Lager, benannt nach Walter Dürrfeld, der als Chefingenieur maßgeblich beim Aufbau der Hydrierwerke Pölitz mitwirkte. Das Lager diente in der Anfangszeit als Sammelunterkunft überwiegend für Volksdeutsche aus Oberschlesien, die nach Aussagen von Dürrfeld zunächst die größte Gruppe der Fremdarbeiter in Pölitz bildeten. Mit Einführung der Deutschen Volksliste erlangten ab März 1941 grundsätzlich alle deutschstämmigen Bevölkerungsteile in Polen die deutsche Staatsbürgerschaft. In der Folge erhielten unter anderem die im Hydrierwerk Pölitz beschäftigten Oberschlesier Wohnkarten und konnten sich frei eine Unterkunft in Stettin und Umgebung suchen. Bei Vorlage der Karte übernahm das Werk pro Kalenderwoche (jedoch zeitlich begrenzt) die Mietkosten. Gegen Ende 1941 wurde das Dr. Dürrfeld-Lager in Nordlager umbenannt und für frei angeworbene Vertragsarbeiter aus mit Deutschland befreundeten Staaten sowie Frankreich und Holland genutzt.
Frankiewicz führte ferner Namen von Lagern auf, die es zum Zeitpunkt der Errichtung des Hydrierwerks nicht mehr gab beziehungsweise unmöglich mit dem Werk in Verbindung stehen konnten, wie das im Jahr 1934 geschlossene KZ Bredow oder das von 1914 bis 1918 vorhanden gewesene Kriegsgefangenenlager Altdamm. Jüngere polnische Historiker zweifeln seine Angaben auch deshalb an, da bisher keine Massengräber gefunden wurden, was angesichts über 10.000 Opfer seltsam erscheine. Zudem lasse die „äußerst bescheidene Quellenlage über Pölitz mit den wenigen vorliegenden Berichten von Zeitzeugen aus dieser Zeit in Relation zu der von Frankiewicz angegebenen Anzahl von Toten überhaupt keine objektiven Aussagen zu.“
Dass es Lager in Stettin und Umgebung für Fremdarbeiter, Strafgefangene und Zwangsarbeiter gegeben hat, steht bei der Diskussion außer Frage. Unklar ist weitgehend die Zuordnung zu den Hydrierwerken. Denn in Stettin existierten noch andere kriegswichtige Betriebe, die alle spätestens ab Frühjahr 1943 infolge der totalen Kriegsführung und der zunehmenden alliierten Luftangriffe verschiedene Arbeitskräfte zugewiesen bekamen. Zu nennen sind unter anderem die Stettiner Oderwerke, Eisenwerk Kraft, AG Vulcan Stettin und die Didier-Werke.
Nachweisbar ist die Nutzung des Dampfers Bremerhaven (ehemalige Reventazon, erbaut 1920) als Unterkunft für Strafgefangene. Es handelte sich um ein umgebautes Lazarettschiff das etwa 2 Kilometer von Pölitz entfernt am Dammschen See lag. Untergebracht werden konnten hier ab dem 19. März 1940 maximal 100 Insassen. Über Nationalitäten, Tätigkeiten und Einsatzorte liegen keine Unterlagen vor. Amtlich dokumentiert ist die Auflösung der Einrichtung zum 24. November 1941 und die Überführung der Häftlinge in das neu errichtete Arbeitserziehungslager (AEL) Hägerwelle. Die Bremerhaven diente ab dem 15. Mai 1942 für verletzte Soldaten als Truppentransporter auf der Ostsee und sank nach sowjetischen Beschuss am 31. Oktober 1944.
Das AEL Hägerwelle existierte vom 14. Mai 1941 bis zum 26. Februar 1945. Es handelte sich dabei formal um zwei getrennte Lager, eins für Männer und eins für Frauen, bei gleicher Bezeichnung. Aufgrund unzureichender Informationen sind der Standort, die Anzahl der Insassen und deren konkrete Einsatzorte in Stettin unbekannt. Die Einrichtung unterstand nachweislich nicht den Hydrierwerken Pölitz, sondern der Gestapo–Staatspolizeileitstelle Stettin. Sie diente zur Disziplinierung (eigentlich) freiwilliger Fremdarbeiter aus dem gesamten Reichsgebiet, die zwar zeitlich befristet, jedoch ohne juristische Verfahren inhaftiert werden konnten. Aus noch vorhandener Korrespondenz zwischen der Gestapo und der Lagerleitung sowie aus Entlassungsanzeigen geht hervor, dass es sich bei den im AEL Hägerwelle inhaftierten Nationalitäten überwiegend um Franzosen handelte.
Nach Beginn der alliierten Luftoffensive gegen die deutsche Mineralölindustrie erhielt die Hydrierwerke Pölitz AG, wie alle Betreiber zerstörter Hydrier- und Treibstoffwerke, im Rahmen des Mineralölsicherungsplans ab Mitte 1944 für Räumungsarbeiten KZ-Häftlinge zugewiesen. Die ersten Transporte kamen zwischen dem 25. und 27. Juni 1944 aus dem KZ Stutthof an. Das mit Stacheldraht umzäunte Lager umfasste 32 Baracken, inklusive Dusch- und Entlausungsräumen, Lazarett, Küchen- und Verpflegungstrakten. Die spätere Bezeichnung war KL Stutthof, Außenlager Pölitz. Es unterstand der SS und befand sich außerhalb des Werksgeländes, etwa zwei Kilometer südlich von Pölitz in Messenthin (heute Mścięcino, ein Ortsteil von Police). Die Zustände in diesem Lager, speziell in den ersten Wochen, werden als katastrophal beschrieben. Erst durch den Einsatz und die positive Haltung vieler Funktionshäftlinge konnten die Lebensverhältnisse bedeutend verbessert werden. Neben den Aufräum- und Erdarbeiten im Hydrierwerk waren die Häftlinge nach Luftangriffen auch in der Stettiner Innenstadt für Räumungsarbeiten und zuletzt vor Stettin beim Ausheben von Panzergräben eingesetzt, um den Vormarsch der Roten Armee zu stoppen. Das Lager wurde am 22. April 1945 aufgelöst und 385 Häftlinge zum Außenlager Barth deportiert. Die Anzahl der Insassen schwankte monatlich sehr stark. Im Zeitraum seiner Existenz durchliefen insgesamt rund 2800 Zwangsarbeiter das Lager, im Durchschnitt pro Monat etwa 300 bis 400.
Angaben deutscher Stellen zufolge waren ab September 1944 etwa 40.000 Menschen ständig mit laufenden Reparaturen in Pölitz beschäftigt, jedoch die große Mehrheit der nach den Angriffen in den Hydrierwerken eingesetzten Arbeitskräfte keine Zwangsarbeiter, sondern betriebsfremde Mitarbeiter aus nahe gelegenen (zerstörten) Industriebetrieben, Angehörige des RAD, der Technischen Nothilfe, der Luftschutzpolizei, des Zoll- und Grenzschutzes und der Festungs-Division Stettin.
Wie viele Fremdarbeiter sich bei Kriegsende noch in Pölitz befanden, ist unbekannt. Nachweislich trat als unmittelbare Folge der Luftangriffe auf das Werk eine deutliche Absetzbewegung von ausländischen Vertragsarbeitern ein. Die moralische Wirkung der Bombardements illustriert beispielsweise die Beschäftigungsquote der tschechischen Arbeitskräfte. Zu Beginn des Jahres 1940 arbeiteten im Hydrierwerk Pölitz 1500 Tschechen, vornehmlich Bauarbeiter. Nach dem Beginn der alliierten Luftoffensive musste die Betriebsführung eine panikartige Flucht von 1100 Protektoratsangehörigen konstatieren. Den verbliebenen Fremdarbeitern wurde wiederholt beteuert, dass sie die gleichen Rechte, aber auch die gleichen Pflichten wie die deutschen Arbeitskräfte besitzen, womit jedoch weitere Abwanderungen nicht gestoppt werden konnten.

## Demontage

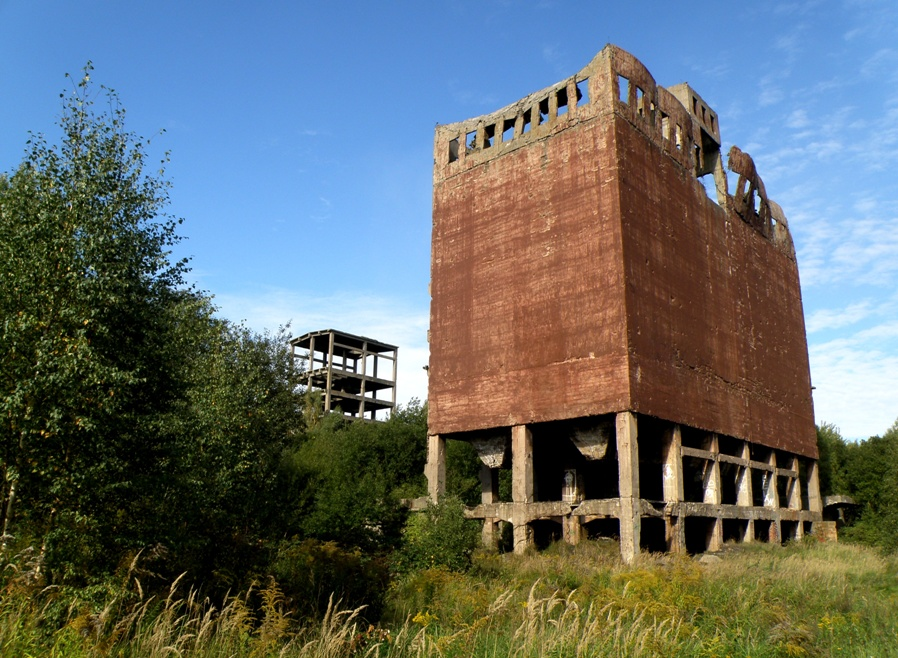
Ruine einer Hydrierkammer in Pölitz, 2008

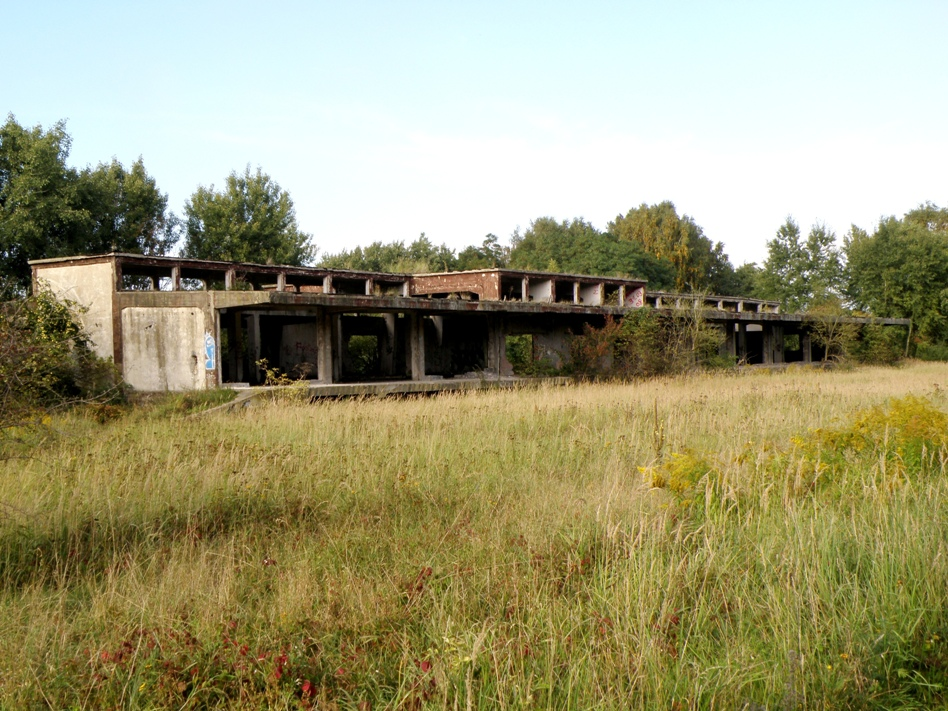
Reste des werkseigenen Güterbahnhofs in Pölitz, 2008

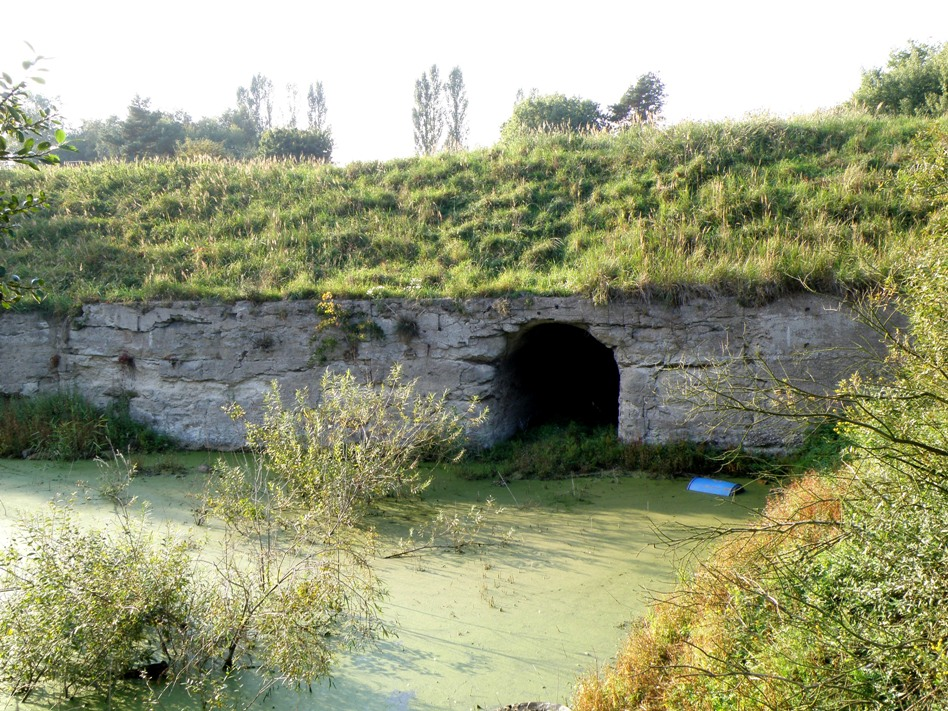
Versumpfter Eingang einer unterirdischen Anlage in Pölitz, 2008

Nach Kriegsende blieb der Stettiner Zipfel zunächst unter Kontrolle der Sowjetischen Militäradministration in Deutschland (SMAD). Als Kriegsbeute wurden die Hydrierwerke in Pölitz, Auschwitz-Monowitz und Magdeburg demontiert und zu einem Hydrierwerk der Superlative mit einer monatlichen Kapazität von 130.000 Tonnen, respektive 1,56 Millionen Jahrestonnen, in der Sowjetunion aufgebaut.
Die Hydrieranlagen in Pölitz gelten als ein besonders gut dokumentiertes Beispiel für die Beschaffung von Arbeitskräften und den menschenverachtenden Arbeitsbedingungen sowjetischer Demontagen. Erhalten geblieben sind Sachakten mit mehreren Hundert Seiten, umfangreiches Material zu den Methoden von Organen und Vertretern der Besatzungsmacht, den Auftritten von Offizieren der Demontagekommissionen, der Erschießung deutscher Zivilisten, der Verschleppung deutscher Demontagearbeiter durch polnisches Militär und so weiter.
Für die Demontage der Pölitzer Hydrierwerke setzte die sowjetische Besatzungsmacht in der Zeit vom Oktober 1945 bis Ende September 1946 kontinuierlich zwischen 15.000 und 20.000 zwangsverpflichtete deutsche Arbeitskräfte ein. Insgesamt sollten 220.000 Tonnen an Ausrüstung demontiert und verfrachtet werden: Elektromotoren, Transformatoren, Rohre, Stahlträger, Maschinen, Werkzeuge, Drehbänke, Schienen, Schwellen, Werkszüge, Kesselwagen, Hochdruckkessel, ganze Werkstatthallen, Schreib- und Rechenmaschinen, Büromöbel, Kupferkabel, Reagenzgläser etc. Die Demontagen mussten neben deutschen Kriegsgefangenen junge Frauen und Kinder, überwiegend Mädchen verrichten. Das Tobruklager wurde ein Zwangsarbeiterlager für über 20.000 deutsche Kriegsgefangene und das RAD-Lager „Jürgen Wullenwever“ ein Lager für zwangsverpflichtete deutsche Frauen und Mädchen. Es herrschten katastrophale Versorgungs- und Arbeitsbedingungen.
Stettin war für die SMAD strategisch wichtig. Über den Hafen wurde ein Großteil der demontierten Reparationsgüter aus der gesamten sowjetisch besetzten Zone verschifft. Neben Stettin-Pölitz und den umliegenden Dörfern zählten der Stettiner Hafen mit den angrenzenden Wohngebieten zu einer Art sowjetischer Enklave, was die polnischen Behörden als Affront betrachteten. Bolesław Bierut hatte erfolglos bei Stalin persönlich interveniert, um die Sowjets von dem Plan abzuhalten, die zwar stark beschädigten, aber hochmodernen Pölitzer Anlagen zur Herstellung von Benzin zu demontieren. Mit der Demontage griff die Sowjetunion direkt in die Souveränität des polnischen Staates ein. Damit wurde der polnischen Verwaltung nicht nur der Zugriff auf ein ihr zugesprochenes Gebiet entzogen, sondern auch die Möglichkeit einer eigenen Ölproduktion.
Hinzu kam, dass die Rote Armee das besetzte Gebiet willkürlich von Norden nach Süden ausdehnte, was mit der Versorgung der Truppe zu tun hatte: Die entlang der Oder liegenden Dörfer lieferten große Mengen Fisch. Das heißt, sowohl zur Demontage und zum Abtransport der Pölitzer Fabrikanlagen als auch zum Fischfang bedienten sich die sowjetischen Truppen der deutschen Bevölkerung. Dadurch war diese dem Zugriff der polnischen Verwaltung entzogen. Sie konnte nicht zwangsausgesiedelt und noch gravierender für die polnischen Behörden, nicht zur Zwangsarbeit rekrutiert werden. So wurden nach Schätzung heutiger polnischer Historiker allein auf dem Gebiet Hinterpommerns mehr als 185.000 Deutsche unter menschenunwürdigen Bedingungen in den neu gegründeten Staatlichen landwirtschaftlichen Betrieben (PGR), aber auch in der Industrie ausgebeutet. Erst 1950 war damit Schluss.
Die Sowjets spielten bewusst mit den deutsch-polnischen Antagonismen und genossen offensichtlich ihre Rolle als eigentliche Herren. Beispielsweise ließen sie deutsche Zwangsarbeiter auf dem Weg von den Lagern zur Demontage in das Werk oder zum Hafen deutsche Lieder singen und lancierten Gerüchte, über Stettins Zukunft als Freistaat. Obwohl Stettin westlich der Oder liegt und seit dem Jahr 1278 zur Deutschen Hanse zählte, bezeichneten polnische Funktionäre am Ende des Zweiten Weltkriegs den Stettiner Zipfel als Teil ihrer „Wiedergewonnenen Gebiete“ und scheuten sich auch nicht vor Machtkämpfen.
Ihren Höhepunkt fanden die antisowjetischen Ressentiments, die im krassen Widerspruch zur offiziellen polnisch-sowjetischen Propaganda standen, im Juni 1946 mit der Verschleppung von 2000 deutschen Demontagearbeitern auf Nimmerwiedersehen durch polnische Streitkräfte. Die SMAD intervenierte erst, nachdem sich die deutsche Bevölkerung unter Inkaufnahme zusätzlicher Repressalien weigerte, weitere Demontagearbeiten in Pölitz durchzuführen. Sie verlangten Schutz vor polnischen Übergriffen und erhielten einen gewissen Sonderstatus: Ohne Einwilligung des sowjetischen Militärs konnten die polnischen Behörden keinen Deutschen im Stettiner Zipfel aussiedeln.
Erst nachdem die Demontage der Hydrierwerke Pölitz abgeschlossen war, erfolgte die vollständige Übergabe des Stettiner Zipfels an die polnische Verwaltung und erst dann die Umbenennung von Pölitz in Police. Offiziell wurde das Ende der Enklave mit der Übernahme des Postverkehrs durch die polnischen Behörden am 24. September 1946 besiegelt. Einen Tag später übernahmen sie das Fabrikgelände der Hydrierwerke. Danach begann die Ansiedlung von Polen, vornehmlich aus den Gebieten östlich der Curzon-Linie. Die einheimische deutsche Zivilbevölkerung wurde anschließend unter Berufung auf die sogenannten Bierut-Dekrete aus Pölitz vollständig vertrieben.

## Gegenwart

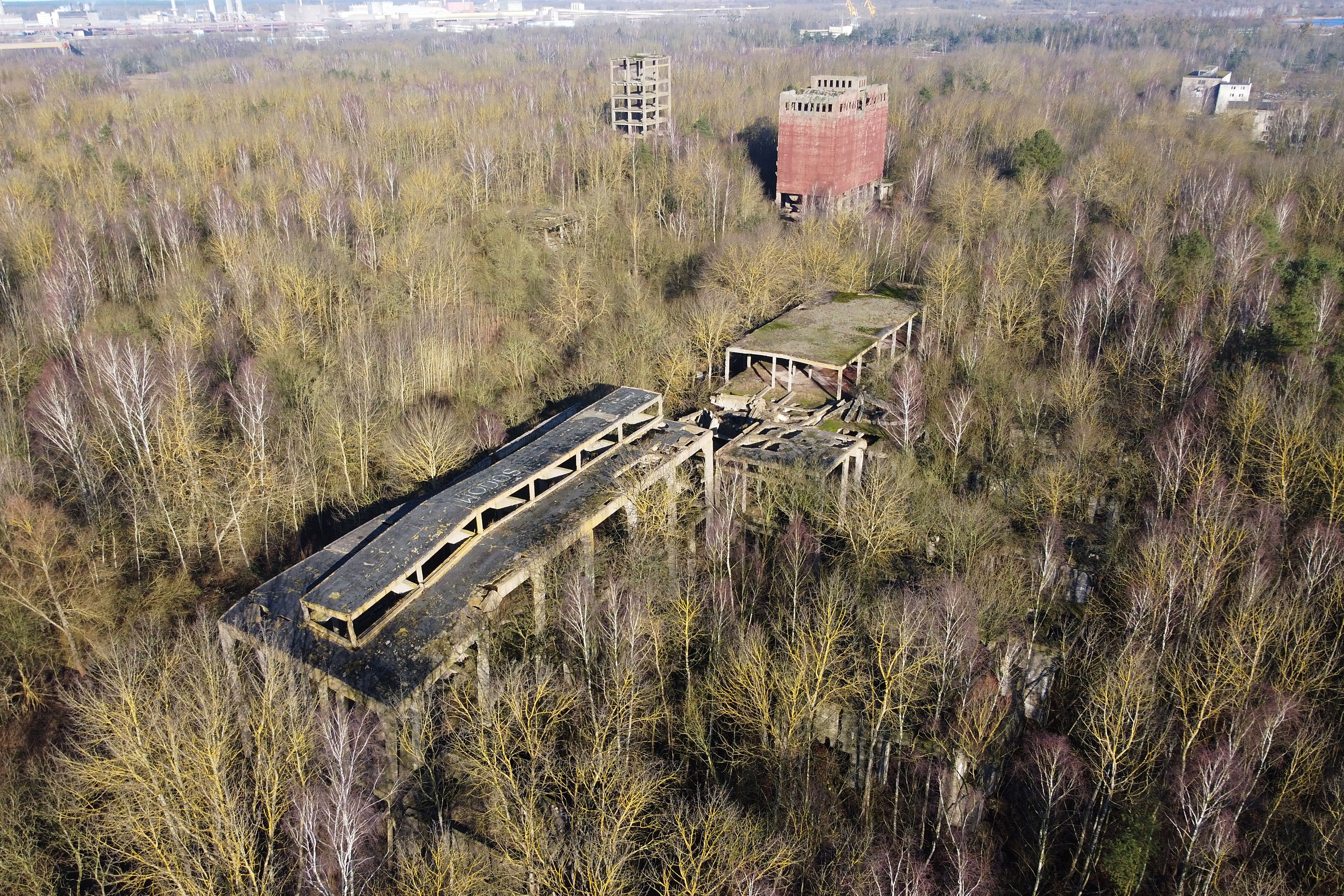
Geländeteil im Januar 2022; links im Hintergrund das heutige Chemiewerk

Nach der polnischen Inbesitznahme diente das Werk unter anderem der Bevölkerung als Bezugsquelle von Paraffin, das an den Wänden noch vorhandener Tanks abgekratzt und bei der Herstellung von Kerzen verwendet wurde. Für staatliche Baugesellschaften war das Fabrikgelände bis 1957 ein riesiger Spender hochwertiger Baustoffe, wie Stahlträger, Edelstahlrohre, Kabel, Altmetall, Ziegel. Danach nutzte das polnische Militär den Komplex als Übungsgelände und Depot für Kraftstoffe, Munition, Waffen, Fahrzeuge, Sanitätsmaterial. Später entstanden auf Teilen des Areals beziehungsweise in direkter Nähe das Chemiewerk Zakłady Chemiczne Police und die Plattenbausiedlung Osiedle Chemik.
Seit Anfang der 1990er-Jahre ist das Gelände öffentlich zugänglich. Bis heute sind zahlreiche Betonruinen erhalten. Dazu zählen Skelette von Produktionshallen, Reste von Hydrierkammern, Tankwagenverladestationen, Öltanks, Bassins, Bunker, Schächte und so weiter. Daneben existieren umfangreiche unterirdische Anlagen in Form von Gängen, Kanälen, Becken, Bunkern, Gewölben, mehrstöckigen Räumen und Hallen. Die meisten dieser unterirdischen Bauwerke wurden kurz vor der Übergabe an die Rote Armee geflutet und stehen seitdem unter Wasser.
Einige Forscher vermuten, dass im Zuge der U-Verlagerung während des Zweiten Weltkriegs unter dem Werksgelände Europas größte mehrstöckige synthetische Benzinfabrik entstand. Taucher, die im Jahr 1971 das Labyrinth erkundeten, berichteten von zugemauerten Gängen und „großen Fragmenten unbekannter Anlagen“, die dick mit Paraffin überzogen waren, vermutlich absichtlich zum Schutz vor dem Wasser. Der Zutritt der gefluteten Bauwerke ist heute verboten, die Sicht ist sehr schlecht und es besteht Lebensgefahr, auf und in dem stark kontaminierten und versumpften Wasser schwimmen Paraffinöle und andere chemische Substanzen.
Dessen ungeachtet ist das ehemalige Werksgelände seit dem Jahr 2008 ein Natura 2000-Schutzgebiet der Europäischen Union. In den unterirdischen Anlagen haben sich tausende Fledermäuse angesiedelt. Überwiegend vertreten sind Mopsfledermaus, Großes Mausohr, Wasserfledermaus, Fransenfledermaus, Braunes Langohr. Ein privater Verein namens Skarb (deutsch: Schatz) bietet regelmäßig nach vorheriger Anmeldung geführte Touren über das Gelände an. Zudem wird ein Museum betrieben mit historisch-technischen und historisch-sozialen Gegenständen, Dokumenten, Fotos aus dem Zweiten Weltkrieg und der Folgezeit.

## Trivia
- Die Ruinen der Hydrierwerke Pölitz gelten unter sogenannten Urban Explorers als faszinierende Besichtigungsobjekte und wurden als solche 2018 in Episode 7 von Lost Places vorgestellt.